# Irineópolis
Irineópolis é um município brasileiro do Estado de Santa Catarina.

## História
Caetano Valões e seus irmãos fundaram, em 1885, um povoado que, mais tarde, denominou-se Valões, em homenagem a seus fundadores. À época da fundação, estava sob o domínio do estado do Paraná, mas era pretendida pelo estado de Santa Catarina.
Seu território sofreu as consequências da questão de limites entre os dois estados, bem como as da Guerra do Contestado. Suas terras passaram definitivamente para Santa Catarina com a Convenção de Limites de 20  de outubro de 1916.
Solucionado o impasse, foram chegando os primeiros imigrantes alemães e poloneses e, em pequena escala, italianos, que trouxeram  e aplicaram na   localidade de Valões os seus conhecimentos, auxiliando assim no desenvolvimento local. Seus costumes e sua cultura fazem-se notar até os dias de hoje.
Em 1921, a localidade foi elevada à categoria de distrito de Porto União, obtendo sua emancipação política através da Lei Estadual n° 820, de 23 de abril de 1962, ocorrendo a sua instalação em 22 de julho do mesmo ano. O nome Irineópolis é uma homenagem ao ex-governador do estado Irineu Bornhausen.
Vale ressaltar, como curiosidade, o fato de que muitos moradores, considerando difícil sua pronúncia, preferem denominar o município de Valões, nome antigo do distrito.

## Economia
A economia irineopolitana baseia-se principalmente na agricultura, sendo a fumicultura a principal delas. Além do fumo, erva mate, soja, milho e feijão também se destacam.
O Município possui um único colégio estadual, a Escola de Educação Básica Horácio Nunes, além de diversas escolas municipais, contando ainda com um Polo Universitário de  Ensino a distância (Unisa) e Escola de Cursos Profissionalizantes.

## Geografia
Localiza-se a uma latitude 26º14'19" sul e a uma longitude 50º47'59" oeste, estando a uma altitude de 762 metros. Sua população estimada em 2004 era de 9.720 habitantes.
É banhado, ao norte, pelo rio Iguaçu, e a oeste, pelo rio Timbó.
O principal acesso dá-se pela rodovia SC-460 (Rodovia Oscar Eugênio Grossl), a partir da rodovia SC-280, para quem vem sentido a Porto União (7 km até a cidade). Há também o acesso pela rodovia municipal João de Paula Cubas, melhor opção para quem vem sentido a Canoinhas (5km até a cidade), ambos asfaltados. Há, ainda, a possibilidade de chegar pela balsa que cruza o rio Iguaçu, na divisa com Paula Freitas; porém o acesso pelo município paranaense é por estrada secundária (não pavimentada). A ferrovia cruza o município, porém está inutilizada há muitos anos.